# Phil Ranelin
Phil Ranelin (Indianapolis, 25 mei 1939) is een Amerikaanse jazz- en experimentele muziek-trombonist.

## Biografie
Ranelin werd geboren in Indianapolis en woonde in New York, voordat hij in de jaren 1960 naar Detroit verhuisde. Hij speelde als sessiemuzikant op vele Motown opnamen, onder andere met Stevie Wonder. In 1971 vormde hij samen met Wendell Harrison de band The Tribe, een avant-garde jazz ensemble gewijd aan het zwarte bewustzijn. Daarnaast was hij mede-oprichter van Tribe Records. Hij bracht in de jaren 1970 verschillende albums uit als leader en ging door met The Tribe-project tot 1978. Daarna werkte Ranelin samen met Freddie Hubbard.
Ranelin werkte in de daaropvolgende decennia vooral lokaal in Detroit en vond geen brede acceptatie onder jazzliefhebbers. Uiteindelijk kwam hij echter onder de aandacht van zeldzame grooveverzamelaars, die zich steeds meer voor zijn werk interesseerden. Het gevolg was dat Tortoise drummer John McEntire een deel van Ranelins oudere materiaal remasterde en opnieuw uitbracht bij Hefty Records. Al snel volgde een remixalbum met een optreden van Telefon Tel Aviv.

## Discografie
- 1972:Message from the Tribe (Tribe Records)
- 1974, 2001: The Time Is Now! (Tribe, opnieuw uitgebracht bij Hefty Records)
- 1975, 2001: Vibes from the Tribe (Tribe, opnieuw uitgebracht bij Hefty)
- 1986: Love Dream (Rebirth)
- 1996: A Close Encounter of the Very Best Kind (Lifeforce Records)
- 2002: Remixes (Hefty)
- 2004: Inspiration (Wide Hive)
- 2009: Living a New Day (Wide Hive)
- 2009: Reminiscence (Wide Hive)
- 2011: Perseverance with Henry Franklin and Big Black (Wide Hive)

### Als sideman
Met Freddie Hubbard
- 1979: The Love Connection (Columbia)
- 1979: Skagly (Columbia)
- 1980: Mistral (Liberty)
- 1980: Pinnacle (Resonance)

Met Freddie Redd
- 1991: Everybody Loves a Winner (Milestone)

Met Red Hot Chili Peppers
- 1984: The Red Hot Chili Peppers (EMI)

- Bibsys: 7015950
- Bibliothèque nationale de France: cb14218911b (data)
- Gemeinsame Normdatei: 1037489543
- International Standard Name Identifier: 0000 0000 4168 2213
- Library of Congress Control Number: no2001044155
- MusicBrainz: bca4138d-502a-4573-a61a-c64499564354
- Virtual International Authority File: 58731575
- WorldCat: E39PBJq6X3rWBrJGF97R7qT4MP